# Dragonlance

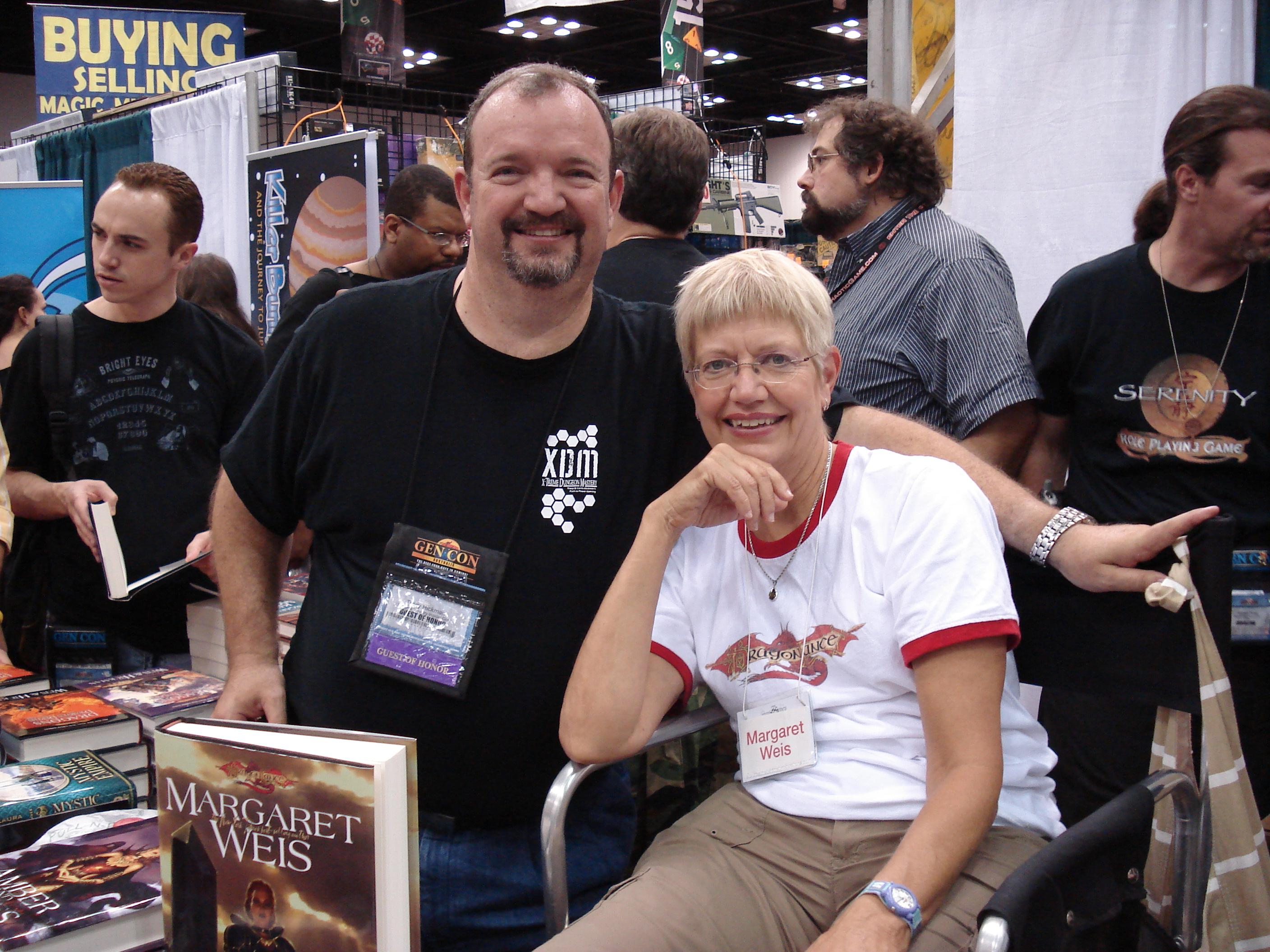
Tracy Hickman i Margaret Weis, twórcy serii, na Gen Conie w 2008 roku

Dragonlance (po polsku Smocza Lanca) – obszerna seria książek fantasy różnych autorów, rozgrywająca się w świecie stworzonym przez Margaret Weis i Tracy’ego Hickmana. Dragonlance przedstawia opuszczony przez bogów świat przemierzany przez potężne smoki. Smokowcy i kenderzy są unikatowymi stworzeniami w tym świecie fantasy.
Seria ta wydana została przez TSR, Inc. jako dodatek do ich gry Advanced Dungeons & Dragons. Obecnie jest on publikowany przez Wizards of the Coast, która wykupiła TSR w roku 1997. Od roku 1999 Wizards of the Coast jest częścią koncernu Hasbro.
Najważniejsze książki z serii Dragonlance zostały napisane przez Margaret Weis i Tracy’ego Hickmana. Inni autorzy serii to m.in.: Nancy Varian Berberick, Douglas W. Clark, Tonya C. Cook, Richard A. Knaak, Dixie Lee McKeone, Douglas Niles, Dan Parkinson, Don Perrin, Chris Pierson, Jean Rabe, Barbara Siegel, Scott Siegel, Paul B. Thompson, Edo Van Belkom, Dan Willis i Christina Woods.
W większości historii Dragonlance wątek główny oznaczał te książki, które pisane były w świecie ‘obecnym’ i wydarzenia postępowały naprzód. Na przykład do czasu ukazania się Smoków letniego płomienia akcja prawie wszystkich powieści toczyła się przed Kronikami, w starożytności.
W 2006 roku rozpoczęto wydawanie tzw. Zaginionych Kronik (Lost Chronicles) (wcześniej miały się one nazywać „Dark Chronicles” – Mroczne Kroniki) – trylogii opisującej wydarzenia związane ze zdobyciem Młota Kharasa, losami Kitiary, Lorda Sotha i Raistlina. W Ameryce w sprzedaży są wszystkie części tej trylogii – „Dragons of the Dwarven Depths”, „Dragons of the Highlord Skies” oraz „Dragons of the Hourglass Mage”. W listopadzie 2010 roku w Polsce światło dzienne ujrzała pierwsza część trylogii pt. „Smoki krasnoludzkich podziemi”.
W 2008 roku powstał film animowany „Dragonlance: Smoki schyłku jesieni”, który przedstawia wydarzenia z pierwszej części Kronik. Reżyserem jest Will Meugniot.

## Książki z seriiDragonlancewydane w Polsce
(Data w nawiasie jest datą pierwszego wydania książki na świecie, nie w Polsce)
- Kroniki:

1. Smoki jesiennego zmierzchu (1984)
2. Smoki zimowej nocy (1985)
3. Smoki wiosennego świtu (1985)
4. Smoki letniego płomienia (1996)

- Zaginione kroniki:

1. Smoki krasnoludzkich podziemi (2006)

- Legendy:

1. Czas bliźniaków (1986)
2. Wojna bliźniaków (1986)
3. Próba bliźniaków (1986)

- Drugie pokolenie (1995)

UWAGA: Kroniki, Legendy oraz Drugie pokolenie stanowią jeden cykl napisany przez Margaret Weis i Tracy’ego Hickmana, jednakże należy zwrócić uwagę na kolejność czytania poszczególnych tomów. Pomimo że polski wydawca wydał Smoki letniego płomienia jako czwarty tom Kronik, w oryginale Kroniki są trylogią, a Smoki letniego płomienia są tomem zamykającym cały cykl. Stąd też aby przejść przez cały cykl chronologicznie Smoki letniego płomienia należy czytać dopiero po Drugim pokoleniu. Należy też zwrócić uwagę, że Smoki krasnoludzkich podziemi opisuje wydarzenia mające miejsce po zakończeniu Smoków jesiennego zmierzchu, a przed Smokami zimowej nocy.
- Wojna Dusz:

1. Smoki upadłego słońca (2000)
2. Smoki zagubionej gwiazdy (2001)
3. Smoki zaginionego księżyca (2002)

- Zaginione Opowieści:

1. Kagonesti (1995)
2. Irdowie (1995)
3. Dargonesti (1995)
4. Kraina minotaurów (1996)
5. Krasnoludy żlebowe (1996)
6. Smoki (1996)

- Bohaterowie:

1. Legenda o Humie (1988)
2. Ostrze Burzy (1988)
3. Szczęście Łasicy (1988)

- Bohaterowie II:

1. Minotaur Kaz (1990)
2. Wrota Thorbardinu (1990)
3. Rycerz Galen (1990)

- Kroniki Raistlina:

1. Kuźnia Dusz (1998)
2. Towarzysze broni (1999)

- Kroniki elfich narodów:

1. Pierworodny (1991)

- Kroniki króla-kapłana:

1. Wybraniec bogów (2001)

- Brygada Kanga:

1. Brygada śmierci (1996)
2. Drakońskie metody (2000)

- Opowieści:

1. Magia Krynnu (1987)

- Spotkania:

1. Bratnie dusze (1991)
2. Gorączka podróży
3. Mroczne serce (1992)

- Smoki Nowej Ery:

1. Świt Nowej Ery (1996)
2. Dzień burzy (1996)
3. Zmierzch chaosu

- Mroczny Uczeń:

1. Bursztyn i popiół (2004)
2. Bursztyn i żelazo (2005)
3. Bursztyn i krew (2008)

- Obrońcy magii:

1. Noc Oka (1994)
2. Plaga Meduzy (The Medusa Plague)[1]
3. Siódmy Strażnik (The Seventh Sentinel)[2]

- Trylogia Ergoth:

1. Wyprawa wojownika (2009)

- Wolne Tytuły:

1. Smoki chaosu (1998)
2. Mroczna studnia
3. Raistlin i rycerz z Solamni
4. Dalamar Mroczny (2010)
5. Mord w Tarsis